# Draganovtsi
Draganovtsi (bulgariska: Драгановци) är ett distrikt i Bulgarien.   Det ligger i kommunen Obsjtina Gabrovo och regionen Gabrovo, i den centrala delen av landet, 150 km öster om huvudstaden Sofia.
I omgivningarna runt Draganovtsi växer i huvudsak lövfällande lövskog. Runt Draganovtsi är det ganska tätbefolkat, med 124 invånare per kvadratkilometer.